# لوكاس سيبالوس (لاعب كرة قدم)
لوكاس سيبالوس (بالإسبانية: Lucas Ceballos)‏ هو لاعب كرة قدم أرجنتيني، ولد في 19 سبتمبر 1990 في لا ريوخا في الأرجنتين. لعب مع نادي سان لورينزو.

## وصلات خارجية
- لوكاس سيبالوس على موقع قاعدة بيانات كرة القدم.إي يو (الإنجليزية)
- لوكاس سيبالوس على موقع Soccerway.com (الإنجليزية)